# Pocket LOOX

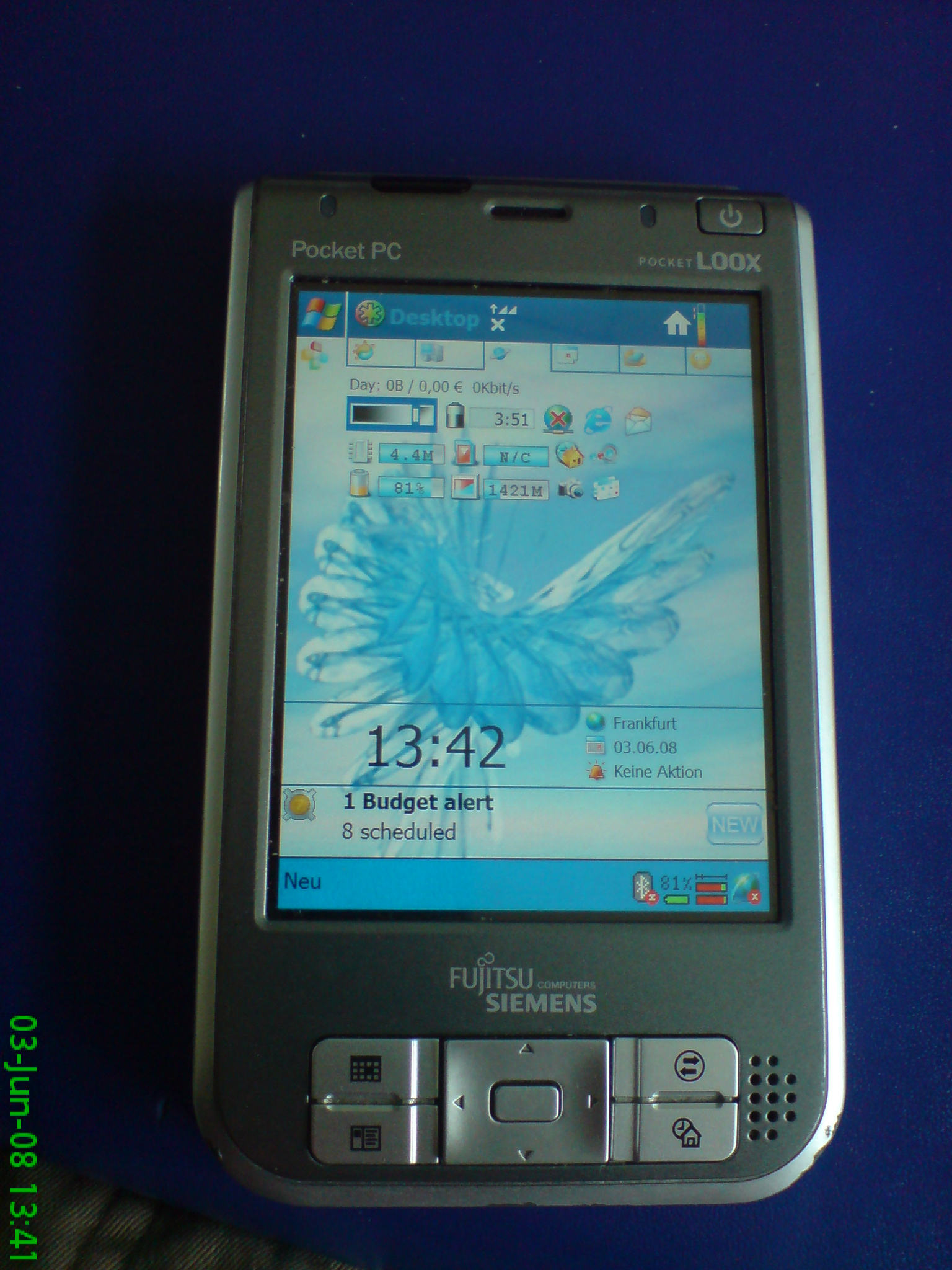
Pocket LOOX 720.

Pocket LOOX é uma série de assistentes pessoais digitais (PDAs) que rodam sistema operacional Pocket PC produzido pela Fujitsu Siemens entre os anos de 2002 a 2007.
Os modelos incluem a série 400 (410 e 420), série 600 (600, 610 BT e 610 BT/WLAN), série 700 (710, 718 e 720), série C (C550), série N com foco em navegabilidade (N100, N500, N520, N560) e série T (T810, e T830).